# Ronde van Vlaanderen 1999
De 83ste editie van de Ronde van Vlaanderen werd verreden op 4 april 1999 over een afstand van 270 km met start in Brugge en aankomst in Meerbeke. De gemiddelde uursnelheid van de winnaar was 43,200 km/h. Van de 189 vertrekkers bereikten er 73 de aankomst.

## Hellingen
| - Den Ast - Achterberg - Wolvenberg - Molenberg - Kluisberg - Knokteberg | - Oude Kwaremont - Paterberg - Kortekeer - Taaienberg - Eikenberg - Leberg | - Berendries - Tenbosse - Muur-Kapelmuur - Bosberg |

## Wedstrijdverloop
Johan Museeuw, de Leeuw van Vlaanderen die rijdt voor Mapei-Quick Step, komt niet helemaal fit aan de start van de Ronde. De reden was een zware val op de kasseien van het Bos van Wallers tijdens Parijs-Roubaix in april 1998, die bijna de amputatie van zijn linkerknie vereiste. De Waal Frank Vandenbroucke verkeert op het moment van de Ronde in een bloedvorm. Onderweg naar de Molenberg is hij ondernemend door met zijn Franse ploeg Cofidis aan de boom te schudden. Daardoor blijven nog zo'n vijftien renners over. Echter gaat hij onderuit op de stenen van de Molenberg, met name bij het opdraaien van de helling. 
Vandenbroucke wordt vakkundig opnieuw in de vuurlinie geplaatst door Philippe Gaumont. Op de Paddestraat in Velzeke maakt Gaumont op zijn beurt een schuiver bij het nemen van een bocht naar rechts. De Fransman veert recht, trekt een grimas en gaat in de graskant zitten om de schade op te meten. Gaumont heeft zijn pols gebroken en zal opgeven. Vandenbroucke verliest een belangrijke helper. De vlucht van Vandenbroucke zit er vervroegd op. Doordat de twee boezemvrienden Gaumont en Vandenbroucke volgens de legende de avond voor de Ronde stevig zouden hebben gefeest en omdat de val er nogal brutaal uitzag, leeft de bocht verder als de 'Gaumont-bocht'.
De Deen Rolf Sørensen, die rijdt voor de Nederlandse Rabobank en de winnaar van 1997, heeft aanvankelijk een goede dag. Michele Bartoli (Mapei) test de benen op de Paterberg. Sørensen en Vandenbroucke volgen de Italiaan niet zonder moeite en ook voor Andrei Tchmil (Lotto), de leider in de Wereldbeker alsook de winnaar van Milaan-San Remo, is het harken achter Bartoli. Sørensen verliest het wiel van Bartoli voor de top van de Paterberg, waardoor Bartoli en Vandenbroucke na de Paterberg aan de leiding rijden. Ze worden echter bijgehaald door een kleine groep. De Amerikaanse kampioen George Hincapie (US Postal), Museeuw en Sørensen, Bartoli en Vandenbroucke, Tchmil, de Pool Zbigniew Spruch (Lampre) en Maximilian Sciandri en Lars Michaelsen (allebei La Française des Jeux) hebben de slag niet gemist. Peter Van Petegem (TVM), de Zwarte van Brakel, kan ook nog volgen.
Het peloton hinkt niet zo ver achterop. Museeuw gaat door op het vlakke stuk tussen de Paterberg en de Kortekeer. De oud-wereldkampioen van 1996 in Lugano krijgt Sørensen en Hincapie als gezellen, maar de inspanning reikt niet ver en de rest komt weer terug. Negen koplopers lijken naar de Kortekeer te zullen rijden, maar Sørensen heeft andere plannen en rijdt alleen weg. Wat nog overblijft van het peloton komt terug op de Kortekeer. De kop van de wedstrijd telt plots iets meer dan twintig renners, onder wie ook Wilfried Peeters (Mapei). Peter Farazijn, een helper van Vandenbroucke, valt aan op de Kortekeer en gaat op zoek naar Sørensen. De groep met de favorieten volgt even later op vijftien seconden. Farazijn haalt Rolf Sørensen bij. Wilfried Peeters neemt bij de achtervolgers de leiding op de Taaienberg, waar ook Servais Knaven (TVM) sterk voor de dag komt.
Zes renners rijden op de Taaienberg weg uit het uitgedunde peloton: daarbij Wilfried Peeters, Servais Knaven, Jo Planckaert (Lotto), Markus Zberg (Rabobank) en George Hincapie. Het peloton verliest vervolgens terrein en zullen op een halve minuut van de zes achtervolgers de beklimming van de Eikenberg aanvatten. Het TVM van Peter Van Petegem voert nu wel de achtervolging aan. TVM-renners Geert Van Bondt, Hendrik Van Dyck, Servais Knaven en Tristan Hoffman werken zich uit de naad voor hun kopman Van Petegem. Sørensen en Farazijn bouwen in de aanloop naar de Eikenberg een voorsprong uit van een volle minuut op de groep der favorieten. TVM is dan vol aan het rijden om de kloof niet te groot te laten worden.
Op de top van de Eikenberg slaat het noodlot toe voor Jo Planckaert. De Belg valt bij het opdraaien van de N8 gewestweg en krijgt hierbij de fiets van Markus Zberg over zich heen. Planckaert grijpt naar de pols. Zberg weet zelf evenwel recht te blijven. Het peloton raapt Planckaert op, waarna Planckaert zich laat uitzakken om van fiets te wisselen. Planckaert zal uiteindelijk opgeven. Op de N8 Oudenaarde-Ninove richting Brakel dicht het peloton het gat met de leiders Rolf Sørensen en Peter Farazijn. Op de Haaghoek, voor de Leberg, ontstaat een nieuwe koerssituatie: de Nederlander Maarten den Bakker (Rabobank) demarreert vlak voor de kasseistrook en Ludo Dierckxsens (Lampre), Hans De Clercq (Palmans), Peter Farazijn, Servais Knaven en Wilfried Peeters volgen Den Bakker. Vier Belgen en twee Nederlanders kleuren op dat ogenblik de koers. Het peloton, waar Lotto aan de bak moet voor de kopman Andrei Tchmil na de terugval van Planckaert, volgt op luttele seconden. Mario Aerts (Lotto) brengt het peloton terug nog voor de Leberg.
Op de Leberg ruikt Michele Bartoli opnieuw zijn kans. De Italiaan van Mapei sprint met veel machtsvertoon de helling op. Andrei Tchmil (Lotto) haakt aan en ook Museeuw volgt makkelijk het tempo van zijn Italiaanse ploeggenoot. Peter Van Petegem en Maarten den Bakker sluiten eveneens aan bij Bartoli, Museeuw en Tchmil. De vijf krijgen even later het gezelschap van alweer Farazijn en Chris Peers, een helper van Tchmil, waardoor zeven renners voorop rijden. Samen rijden ze over de Berendries. Frank Vandenbroucke, de kopman van Cofidis, is er aanvankelijk niet bij.
Vandenbroucke maakt op de Berendries op indrukwekkende wijze de sprong naar voren, met Zbigniew Spruch (Lampre) in zijn spoor. Na de Berendries blijven iets meer dan dertig renners over. De Italiaan Mirko Crepaldi (Polti) demarreert voor de voet van de Tenbossestraat. Tristan Hoffman gaat in de tegenaanval en haalt Crepaldi terug. Wilfried Peeters en Peter Farazijn, de knechten van Museeuw en Vandenbroucke, brengen de groep weer samen op de Tenbossestraat.
Enkelingen proberen weg te rijden en slag om slinger wordt gedemarreerd. Deze situatie dunt de groep danig uit. Ludo Dierckxsens (Lampre) en Michel Vanhaecke (Tönissteiner) geraken uiteindelijk voorop. Het peloton wordt verder uitgedund, terwijl de Muur er met rasse schreden aan komt. Museeuw moet een enorme inspanning leveren om bij de kop van de koers te geraken. Romāns Vainšteins (Vini Caldirola) fietst in de achtergrond nog de ziel uit het lijf om een groep van zo'n twintig renners, met daarbij Michele Bartoli (Mapei), terug te brengen. Tevergeefs, zo zou blijken. De groep zal de 'slag op de Muur' missen. Museeuw en compagnie roepen Dierckxsens en Vanhaecke ook weer tot de orde, waardoor geen enkele aanvalspoging slaagt. Een groep van elf renners zal de Muur oprijden. Onuitgegeven in de Ronde.
Het groepje rijdt in het centrum van Geraardsbergen de Oudenberg op, met eerst de Grote Markt en de Vesten. Wanneer ze rechts de Muur opdraaien, gaat het alweer mis voor Vandenbroucke. Vandenbroucke gaat in de eerste bocht al tegen de grond en zeult Rolf Sørensen en een paar anderen mee in zijn val. Daniele Nardello (Mapei) wordt opgehouden en ook Lotto-kopman Andrei Tchmil staat te voet en verdwijnt uit de kopgroep. Vanwege de val van Vandenbroucke en Sørensen profiteren Van Petegem en Museeuw en rijden een heel eind voor de groep uit. Ze rijden samen weg op de Muur. De Oost-Vlaming wil Museeuw los rijden, maar die tracht krampachtig het wiel van zijn rivaal te houden. Dat gaat helemaal niet van harte. Na de Kapelmuur wacht Van Petegem de West-Vlaming op. Dit in plaats van het risico te nemen om vijftien kilometer tegen de klok te rijden.
Museeuw en Van Petegem rijden samen naar de Bosberg, de laatste helling en de laatste kans om solo in Meerbeke te arriveren. Ze hebben slechts zestien seconden voorsprong op een kleine groep met onder anderen Bartoli, Markus Zberg, Zbigniew Spruch, Lars Michaelsen en Vandenbroucke, die elkaar hebben gevonden na de chaotische beklimming van de Muur. Vandenbroucke demarreert uit de achtervolgende groep en wil solo naar Museeuw en Van Petegem toe rijden. Van Petegem neemt de leiding op de Bosberg, voor Museeuw. Noch Museeuw noch Van Petegem lijkt voor de aanval te kiezen. Vandenbroucke rijdt veel sneller dan de leiders en sluit aan bij de twee Vlamingen een kilometer na de Bosberg, na een imponerende prestatie op de Bosberg.
Museeuw, Van Petegem en Vandenbroucke rijden gezamenlijk naar Meerbeke. Op weg naar de Hallebaan wordt overleg gepleegd tussen de drie tenoren. Het gerucht leeft dat de gesprekken handelden over een vergoeding die de winnaar zou geven aan wie tweede en derde 'mocht worden'. Anders gesteld: de Ronde zou zijn 'verkocht' door Van Petegem, die de sprint zou winnen. Van Petegem ontkent dat hij, Museeuw of Vandenbroucke over een geldsom praatten. Na wat gepoker van Museeuw op de Sint-Pietersstraat gaat Vandenbroucke achter Van Petegem aan, die namelijk nog demarreert voor de laatste rechte lijn: de Halsesteenweg. 
De drie rijden zij aan zij en wachten het juiste moment af om de sprint aan te gaan. Museeuw begint in derde positie aan de sprint, maar de Leeuw komt niet in het stuk voor en plant al snel in het zadel. Van Petegem verslaat Vandenbroucke in de sprint. De achtervolgers komen zeer dicht. Michele Bartoli eindigt als vierde op acht seconden, Zbigniew Spruch vijfde in dezelfde tijd als Bartoli. Tristan Hoffman is de eerste Nederlander op de achtste plaats. Voor het eerst sinds 1982 stonden drie Belgen op het podium van de Ronde.

## Uitslag
| Rang | Renner              | Land        | Ploeg                 | Tijd     |
| ---- | ------------------- | ----------- | --------------------- | -------- |
| 1    | Peter Van Petegem   | België      | TVM                   | 6h15'00" |
| 2    | Frank Vandenbroucke | België      | Cofidis               | z.t.     |
| 3    | Johan Museeuw       | België      | Mapei-Quick Step      | op 1"    |
| 4    | Michele Bartoli     | Italië      | Mapei-Quick Step      | op 8"    |
| 5    | Zbigniew Spruch     | Polen       | Lampre-Daikin         | z.t.     |
| 6    | Markus Zberg        | Zwitserland | Rabobank              | z.t.     |
| 7    | Andrei Tchmil       | België      | Lotto                 | z.t.     |
| 8    | Tristan Hoffman     | Nederland   | TVM                   | z.t.     |
| 9    | Denis Zanette       | Italië      | Team Polti            | z.t.     |
| 10   | Lars Michaelsen     | Denemarken  | La Française Des Jeux | z.t.     |